# Проспект Академіка Корольова (Київ)
У Вікіпедії є статті про інші проспекти з назвою Проспект Корольова
Проспе́кт Акаде́міка Корольо́ва — проспект у Святошинському районі міста Києва, житловий масив Південна Борщагівка. Пролягає від вулиці Івана Дзюби до вулиці Дев'ятого Травня.
Прилучаються вулиці Пшенична, Махова, Труша, Вахтанга Кікабідзе та Симиренка.

## Історія
Проспект прокладено під сучасною назвою наприкінці 1970-х — на початку 1980-х років, як продовження вулиці Академіка Корольова, у зв'язку із забудовою масиву Південна Борщагівка. Спочатку простягався до вулиці Булгакова, наприкінці 1980-х років «прорізаний» крізь стару малоповерхову забудову (остаточно знесена у 2-й половині 1980-х років) до вулиці Дев'ятого Травня.

## Установи та заклади
- № 7 — трамвайне депо ім. Т. Г. Шевченка;
- № 12-д — дитячий садок № 694
- № 12-к — дитячий садок № 681
- № 12-м — ЗОШ № 254